# فرانثيسكا بوايجاس جابيلانيس
فرانثيسكا بوهيغاس غابيانيث (برشلونة، حوالي 1893 – مدريد، 28 أكتوبر 1973) هي سياسية ومعلمة ومفتشة تعليم ابتدائي إسبانية وكاتبة وصحفية ومؤسسة ورئيسة حزب العمل النسائي الليوني (Acción Femenina Leonesa) كانت المرشحة الوحيدة من اتحاد اليمين المستقل الإسباني (CEDA) التي حصلت على مقعد نائبة، تحديدًا عن ليون، في انتخابات عام 1933، وهو ما جعلها أول نائبة عن الدائرة المذكورة، وكذلك أول سياسية يمينية تحصل على مقعد نائبة في انتخابات عامة، مثل الانتخابات الإسبانية عام 1933، التي كانت قد ضمنت للنساء حق التصويت والترشح. كانت بوهيغاس السياسية الوحيدة من التيارات الكاثوليكية اليمينية داخل البرلمان الجمهوري. وبعد أن تم استبعادها من قوائم الحزب عام 1936، واصلت بوهيغاس عملها كمفتشة حتى تقاعدها في الثاني من أبريل 1962، عند بلوغها سن التقاعد الإجباري. حصلت على وسام ألفونسو العاشر الحكيم، وقلّدَت بوسام ثيسنيروس، ومنحتها الشعبة النسائية في عام 1969 وسام "Y" الفضي.
| فرانثيسكا بوايجاس جابيلانيس | فرانثيسكا بوايجاس جابيلانيس                                               | فرانثيسكا بوايجاس جابيلانيس                                               |
| معلومات شخصية               | معلومات شخصية                                                             | معلومات شخصية                                                             |
| --------------------------- | ------------------------------------------------------------------------- | ------------------------------------------------------------------------- |
| الميلاد                     | 1892 برشلونة-اسبانيا                                                      | 1892 برشلونة-اسبانيا                                                      |
| الوفاة                      | 1973 مدريد-اسبانيا                                                        | 1973 مدريد-اسبانيا                                                        |
| الجنسية                     | اسبانية                                                                   | اسبانية                                                                   |
| معلومات مهنية               |                                                                           |                                                                           |
| الوظيفة                     | سياسية، معلمة، كاتبة، ومفتشة تعليم                                        | سياسية، معلمة، كاتبة، ومفتشة تعليم                                        |
| المناصب المشغولة            | نائبة في الكورتيس الجمهورية عن ليون (1933-1936)                           | نائبة في الكورتيس الجمهورية عن ليون (1933-1936)                           |
| الحزب السياسي               | العمل النسائي الليوني                                                     | العمل النسائي الليوني                                                     |
| الأوسمة                     | صليب ألفونسو العاشر الحكيم، وسام ثيسنيروس، حرف "Y" الفضي من القسم النسائي | صليب ألفونسو العاشر الحكيم، وسام ثيسنيروس، حرف "Y" الفضي من القسم النسائي |
| [editar datos en Wikidata]  |                                                                           |                                                                           |

## السيرة الذاتية
وُلدت في برشلونة، ودرست التعليم (المعلمين) والقانون. أقامت في "إقامة الآنِسات" خلال العام الدراسي 1917–1918. من بين صديقاتها وزميلاتها كانت فيكتوريا كينت وماتيلدي ويثي.
في عام 1924، وكانت قد أصبحت بالفعل مفتشة تعليم ابتدائي في لاردة، حصلت على منحة من "مجلس توسيع الدراسات" سمحت لها بالسفر إلى الخارج لمتابعة دورات في جنيف، ولتطوير اقتراحها بإصلاح التعليم، استنادًا إلى الاتجاهات الأوروبية الحديثة في السيكوبايولوجيا. ألفت عدة كتب، وكانت مستشارة تربوية لمجلة Consigna التعليمية التابعة لـ"الشعبة النسائية".

### الارتباط بمدينة ليون
فرانسيسكا انتقلت من إقامتها في لاردة إلى منطقة ليون، حيث مارست نشاطًا سياسيًا واسعًا، لدرجة أنها وُصفت بأنها "روح التنظيمات النسائية اليمينية، التي شاركت بنشاط وفعالية في الانتخابات". سبب ارتباطها بليون كان مهنيًا وعائليًا. طلبت النقل إلى لا باينيزا (ليون) لشغل منصب مفتشة كان قد شُغِر بوفاة شاغله السابق. تسلّمت المنصب في فبراير 1928.
من الناحية العائلية، رُجّح في عدة مصادر أن ارتباطها بليون يعود إلى زواجها من أنطونيو إغياغاراي سيناريغا، محامٍ، وعضو في حزب الفالانج، ومندوب العمل الإقليمي، ومدير مجلة Anti، و"مروّج للكاثوليكية الزراعية" مع أسماء أخرى مثل رواث دي لا بيغا، ريبويتا، وبوهيغاس نفسها. لكن في نعي فرانسيسكا الذي نُشر في صحيفة ABC لم يُذكر ما إذا كانت متزوجة أو أرملة. في المقابل، نُشر في نعي "خوسيفينا بوهيغاس" (أرملة إغياغاراي)، التي توفيت بعد فرانسيسكا، أنها كانت والدة الصحفي فرانسيسكو إغياغاراي بوهيغاس، والذي تولت عمته فرانسيسكا تربيته وتعليمه.
كانت فرانسيسكا ضمن قائمة المفتشين والمفتشات الذين تم عزلهم ضمن موجة القمع ضد المعلمين والمعلمات أثناء الحرب الأهلية وبعدها.
اضطُرت للانتقال من مكانها بعد خلاف مع قائد الحرس المدني المحلي، حين استولى جنود من جانب المتمرّدين على إحدى المدارس البناتية في ليون، فرأت فرانسيسكا أن ذلك يشكّل "إخلالًا واضحًا بسير التعليم العادي للفتيات". بموجب مرسوم صدر في 8 نوفمبر 1936، تم إيقافها عن العمل وقطع راتبها. رُفعت العقوبة بأمر صدر في 2 مارس، ونُقلت بموجبه إلى إشبيلية.
بعد مغادرتها ليون، نشرت كتبًا ومقالات دافعت فيها عن استعادة الأسرة المسيحية التقليدية والمدرسة الكاثوليكية وتعزيز الثقافة الإسبانية التقليدية.
من مؤلفاتها:
- "المنزل"
- "أي مهنة تختارين؟ دليل المهن النسائية"
- "Consignas": مقالات نُشرت في قسم "التوجيهات التربوية" من مجلة Consigna التابعة للشعبة النسائية،[1]التي كانت تنشر الخطاب التربوي للمرأة خلال عهد فرانكو بين 1940 و1977.

### النشاط السياسي
انظري أيضًا: حق التصويت للنساء – إسبانيا
بعد وقت قصير من وصولها إلى ليون، شاركت في أنشطة حزب الاتحاد الوطني الذي أسسه الديكتاتور بريمو دي ريفيرا.
في نوفمبر 1929، ذكرت مجلة **Mujeres españolas** أنها نجحت في أحد المهرجانات الدعائية، وقالت إن هذه كانت **أول مرة** تشارك فيها امرأة في ميتينغ دعائي في كامل الإقليم. خطاباتها بقيت في الذاكرة طويلًا.
استخدمت صحيفة Diario de León كمنصة لنشر أفكارها،
ودعت نساء ليون إلى توحيد الجهود النسائية حول قيم اليمين الكاثوليكي.
وجهت خطابها إلى "سيدات ليون"،
أقنعتهن بضرورة المشاركة في الحياة العامة،
والحاجة إلى تعليم شامل للمرأة، مع عدم نسيان أنهن نساء، إسبانيات، وكاثوليكيات. تعليم النساء لم يكن يجب أن يبعدهن عن المنزل أو عن التقاليد بويغاس لم تكن تؤيد أن تتولى المرأة دور "رب الأسرة" في انتخابات عام 1931، كانت الفوضى في صفوف اليمين السبب في أن بويغاس، حسب ما قاله بابلو بيّالايين، رفضت الانضمام إلى قائمة المرشحين التي عرضها عليها حزب "العمل الوطني" ونتائج انتخابات 1931 دفعت اليمين إلى البدء في إعادة تنظيم صفوفه.

### العمل النسائي الليوني
في 30 نوفمبر 1931، تم تأسيس حزب "العمل النسائي في ليون"، وكانت بوهيغاس، إلى جانب كونها من مؤسساته، تشغل منصب رئيسته. كان حزبًا مكونًا من النساء فقط، رغم أن مجلسه الاستشاري كان يتألف من رجال. كانت بوهيغاس تسعى إلى:
"حركة لا تعارض النظام، بل كانت تسعى إلى جعله لطيفًا من خلال ضخّ روح المسيحية فيه"
قالت عن الحزب إنه لم يكن جماعة ذات طابع ديني، بل سياسي، نشأ بهدف توجيه المرأة فيما يتعلق باختيار النواب. هذا الحزب عيّن اللجنة التي، إلى جانب اللجنة الرجالية التي اختارها حزب العمل الزراعي في ليون، ستتولى اختيار المرشحين، وهكذا تم اختيار بوهيغاس لتكون ضمن قائمة مرشحي الحزب الزراعي في الانتخابات العامة سنة 1933.

### حركة النساء في أستورياس
فرع مدينة أستورياس من "العمل النسائي الليوني" أبدى منذ البداية خلافه مع بوهيغاس، التي كانت تدافع عن المشاركة السياسية للنساء. رئيسة فرع أستورياس صرّحت في الجمعية المنعقدة في يناير 1933 أن مشاركة المرأة في السياسة يجب أن تقتصر على حالات الأزمات والطوارئ، على أن تعود بعد ذلك إلى دورها كأم وزوجة.

### عضويتها في حزب CEDA
في مارس 1933 عُقد المؤتمر الذي أسّس حزب CEDA، وتم اختيار بوهيغاس لإلقاء خطاب الختام فيه، وقد أصبحت معروفة على المستوى الوطني. عند عودتها إلى بلدها، فوجئت بفتح ملف تأديبي ضدها بسبب عدم التحاقها بعملها، رغم حصولها على إذن لحضور فعالية إعلان حزب CEDA في مدريد. ردًا على ذلك، نظّم أصدقاؤها وزملاؤها في السياسة حفل تكريم لها واحتفالًا بإطلاق حملتها الانتخابية في ليون، بحضور خوسيه ماريا خيل روبلس وكيينونيس. الصحافة فسّرت العقوبة على أنها دليل على الاضطهاد بسبب المواقف الفكرية. في الانتخابات العامة، حصلت بوهيغاس على 71,830 صوتًا، وفازت بمقعد نيابي عن ليون، لتصبح أول نائبة تمثل المدينة في التاريخ. بعد ذلك دخل نشاط "العمل النسائي الليوني" في فترة خمول وتغير في التوجه السياسي. وفي النهاية، تم استبعاد بوهيغاس من قوائم مرشحي انتخابات 1936.

### النشاط البرلماني
تدخلت في البرلمان في قضية تتعلق بالمعلمين والمعلمات المؤقتين. في 5 فبراير 1935، قدّمت مشروع قانون ضد التعليم المختلط، بدعم من خيل روبليس. كان هذا الموضوع محورًا دائمًا في كتاباتها ومحاضراتها. اقترحت إلغاء المدرسة العادية الموحدة، وإعادة تأسيس المدارس العادية الخاصة بالمعلمين وأخرى خاصة بالمعلمات، بما يتماشى مع تعليم مختلف للرجال والنساء. في 26 سبتمبر 1936، تم إلغاء نظام التعليم المختلط في المدارس العادية.

## الأيديولوجيا
في عام 1931، عبّرت كتابيًا، في رسالة نُشرت في جريدة Diario de León، عن ولائها للجمهورية:
"ولائي المخلص للجمهورية ورغبتي الشديدة في الإسهام في ترسيخ مبدأ السلطة، كأساس للسلام الذي تحتاجه إسبانيا وحكومتها بشدة. ومن أجل ذلك، سأكون دائمًا إلى جانب الحكومة المؤقتة للجمهورية."
كانت بوهيغاس تؤمن بوجوب طاعة قوانين الحكومة القائمة، "طالما لم تكن سيئة بطبيعتها"، لكنها كانت ترى في الوقت نفسه "أنه يجب العمل بكل اهتمام وحماس من أجل تعديل القوانين التي تخالف مشاعرنا ومبادئنا، وذلك باتباع الإجراءات القانونية المحددة"، كما قالت في خطاب ألقته في 2 يناير 1932. انضمت بوهيغاس الى رابطة الدعاة الكاثوليك واتحاد المعلمين الكاثوليك الإسبان. وظلت وفية لكاثوليكيتها المتشددة، فعارضت كثيرًا من الإصلاحات التقدمية للجمهورية.

في أغسطس 1936، قالت:
"بينما يقدّم الجيش والمؤسسات المسلحة الأخرى، إلى جانب الميليشيات، دماءهم الشابة في ساحة المعركة، ويضحون بحياتهم المليئة بالوعود والآمال لإنقاذ حاضر إسبانيا والحضارة المسيحية الغربية، سيقاتل المعلّمون هنا، بالتعاون مع السلطات، ضد الغزو الأيديولوجي الأجنبي والملحد، وسنقدّم لإسبانيا جيل المستقبل سليمًا تمامًا."
دافعت بشدة عن مشاركة النساء السياسية واستقلالهن الاقتصادي، ضمن الإطار الأيديولوجي للقسم النسائي
"النساء اللواتي دخلن المجال الاجتماعي هن نساء مستقلات اقتصاديًا... كثير من الرجال دخلوا السياسة لأنهم بلا مهنة. سنعيش من أجل السياسة، لا من السياسة."
وبرأيها، فإن الفتيات والمراهقات لا يملكن الوقت نفسه الذي يملكه الذكور للتعليم:
"التعليم الذي يتلقينه يجب أن يركّز على القضايا الأساسية، وخاصة المرتبطة بالمنزل، ورعاية الأسرة والأطفال."
وفي كتابها "أي مهنة تختارين؟ (دليل المهن النسائية)" كتبت:
"يجب أن تبحثي عن مهنة أو وظيفة لا تستهلك كل طاقتك أو وقتك، لتحتفظي بجزء منها لأعمال منزلك، وللاهتمام بنفسك، ولتحضير ملابسك والعناية بها... مهنة، في النهاية، لا تبعدك عن المهمة السامية التي اختص الله بها المرأة... وهناك مهن نسائية بحتة لا يمكن ممارستها دون شغف حقيقي، فالمرأة قادرة على تضحيات حقيقية بدافع حبها لإنسان ما."
من بين البرلمانيات الخمس اللواتي فزن في الانتخابات العامة عام 1933، كانت بوهيغاس الوحيدة التي لم تُنفَ إلى الخارج.

## روابط خارجية
يحتوي موقع ويكيبيديا كومنز على فئة وسائط متعددة عن فرانثيسكا بوهيغاس غابيانيّس.